# Lahr-Emmendinger Vorberge
Die Lahr-Emmendinger Vorberge sind die naturräumliche Haupteinheit Nr. 211 in der Großlandschaft Oberrheinische Tiefebene im Südwestdeutschen Stufenland gemäß der Systematik des Handbuchs der naturräumlichen Gliederung Deutschlands.

## Lage
Der Naturraum umfasst die westliche Vorbergzone des Mittleren Schwarzwaldes. Er zieht sich als schmales Band von Emmendingen im Süden bis Hohberg-Hofweier im Norden. Nach Osten grenzt er an die Haupteinheiten Mittlerer Schwarzwald (Haupteinheit Nr. 153), im Norden und Westen an die Offenburger Rheinebene (Nr. 223). Im Süden grenzt die Freiburger Bucht (Nr. 202) an.

### Ortschaften im Naturraum
Folgende Städte und größere Ortschaften (von Norden nach Süden) liegen mit ihrem Ortszentrum im Naturraum:
- Hohberg: Ortsteile Hofweier und Niederschopfheim
- Friesenheim: Ortsteile Friesenheim, Oberschopfheim und Heiligenzell
- Lahr
- Kippenheim: Ortsteile Kippenheim und Schmieheim
- Ettenheim
- Herbolzheim: Ortsteile Tutschfelden und Wagenstadt
- Kenzingen: Ortsteile Nordweil, Bombach und Hecklingen
- Malterdingen
- Teningen: Ortsteil Heimbach
- Emmendingen: Stadtteil Mundingen

## Beschreibung
Der Naturraum umfasst die von Löß und Lößlehm überdeckten westlichen Vorberge des Mittleren Schwarzwaldes. Er wird durch die Täler der Schwarzwaldflüsse Schutter, Ettenbach und Bleichbach gegliedert und reicht im Süden bis an das Elztal. Die Landschaft wird intensiv genutzt und ist überwiegend von Wein- und Obstbau geprägt. Sie ist vergleichsweise dicht besiedelt, wobei sich die größeren Siedlungskerne auf die Tallagen der genannten Flüsse konzentrieren.

## Naturräumliche Gliederung
Der Naturraum Ortenau-Bühler Vorberge gliedert sich wie folgt:
- 211 Lahr-Emmendinger Vorberge
  - 211.0 Lahrer Vorberge
    - 211.01 Ettenheimer Vorberge

  - 211.1 Emmendinger Vorberge

## Schutzgebiete
Im Naturraum gibt es, bedingt durch die intensive Landnutzung und die vergleichsweise dichte Besiedlung, nur wenige Naturschutzgebiete: das Naturschutzgebiet Saure Matten bei Ettenheim und das Naturschutzgebiet Steinbruch Ehrleshalden bei Herbolzheim.
Einige Flächen wurden als FFH-Gebiete ausgewiesen, wobei beide Gebiete mit dem überweigenden Flächenanteil im benachbarten Naturraum Mittlerer Schwarzwald liegen: Der Schwarzwald-Westrand von Herbolzheim bis Hohberg und ein Teilgebiet des Schwarzwalds zwischen Kenzingen und Waldkirch. Vogelschutzgebiete sind keine vorhanden. Die Naturparke Schwarzwald Mitte/Nord und Süfdschwarzwald reichen teilweise noch von Osten her in den Naturraum hinein.